# Никольское (Ростовский район)
Никольское — село Ростовского района Ярославской области, входит в состав сельского поселения Петровское.

## География
Расположено в 9 км на север от посёлка Петровское и в 20 км на юго-запад от Ростова.

## История
Каменная пятиглавая церковь в селе с колокольней церковь во имя Преображения Господня, построена в 1700 году Ростовским митрополитом Иоасафом, а в 1829 году к ней пристроен усердием прихожан придел св. Николая. До этого здесь существовал деревянный храм св. Николая, который и был разрушен в 1700 году.
В конце XIX — начале XX село входило в состав Зверинцевской волости Ростовского уезда Ярославской губернии.
С 1929 года село являлось центром Никольского сельсовета Ростовского района, в 1935—1959 годах — в составе Петровского района, с 2005 года — в составе сельского поселения Петровское.

## Население
| 1859 | 2007 | 2010 |
| ---- | ---- | ---- |
| 351  | ↗369 | ↘309 |

### Известные жители
- Салтыков, Пётр Семёнович (1698—1773) — главнокомандующий русской армии (1759—1760), генерал-фельдмаршал (1759), московский главнокомандующий (1763—1771).
- Салтыков, Иван Петрович (1730—1805) — генерал-фельдмаршал, градоначальник Москвы.

## Инфраструктура
В селе имеются детский сад № 29, дом культуры, отделение почтовой связи, Петровский ипподром.

## Достопримечательности
В селе расположена недействующая Церковь Спаса Преображения (1700).